# Cynewald
Cynewald o Cinevaldo (... – 584 circa) fu un semi-leggendario britanno, padre di Creoda di Mercia e figlio di Cnebba, nonché antenato della famiglia reale inglese.